# Barthélemy Catherine Joubert
Barthélemy Catherine Joubert (Pont-de-Vaux (Ain), 14 april 1769 - nabij Novi Ligure, 15 augustus 1799) was een Frans generaal tijdens de Franse revolutionaire oorlogen. Hij sneuvelde in de Slag bij Novi.

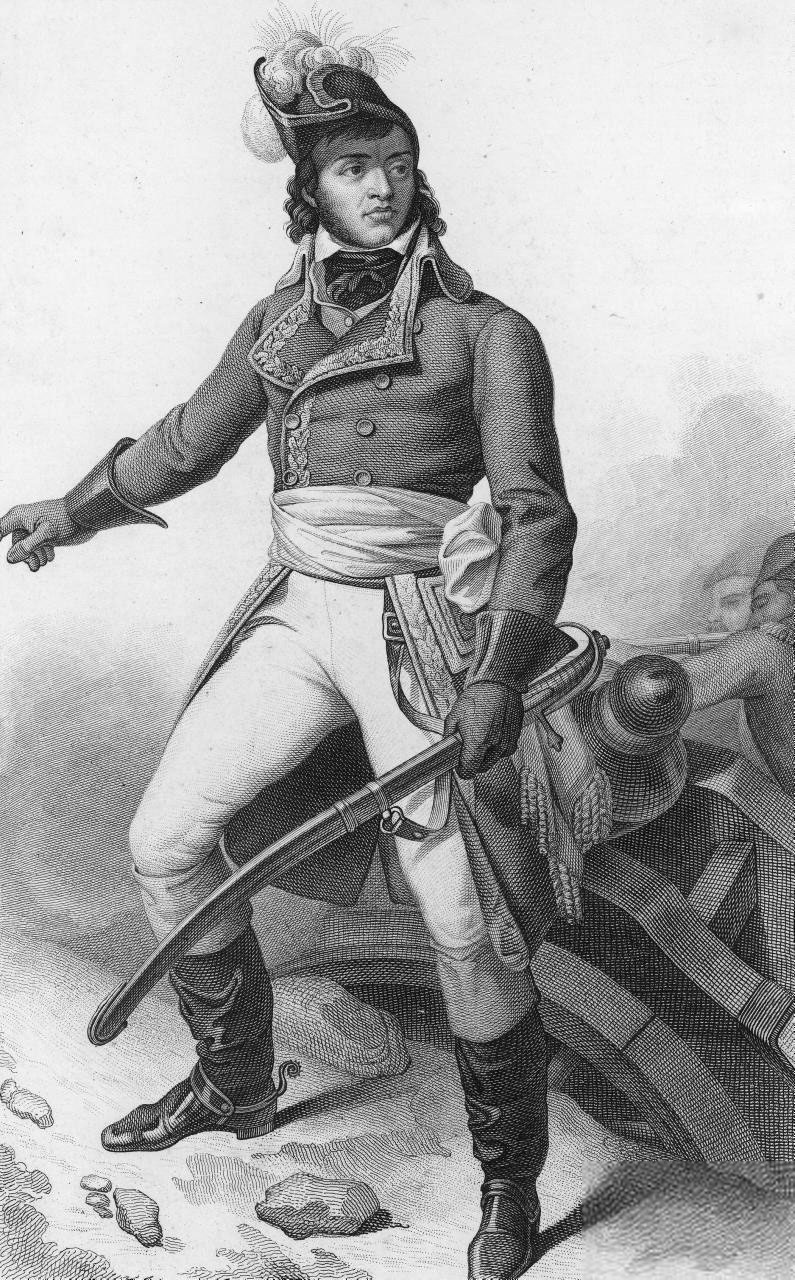
Barthélemy Catherine Joubert

Joubert, de zoon van een advocaat, rende weg van school op 15-jarige leeftijd om bij de artillerie te gaan. Hij werd naar school teruggestuurd en studeerde rechten in Lyon en Dijon. In 1791, twee jaar na het uitbreken van de Franse Revolutie, voegde hij zich bij het vrijwilligersregiment in Ain en werd door zijn medesoldaten tot korporaal en vervolgens tot sergeant gekozen. Het jaar daarop steeg hij verder in rang, tot luitenant.
In 1793 verdedigde Joubert een fort langs de Alpenpas Col de Tende met maar 30 man tegen een heel bataljon. Hij raakte gewond en werd gevangengenomen, maar werd kort daarna weer door de Oostenrijkse commandant vrijgelaten; in 1794 was hij weer actief in de oorlog. Op 22 november 1795, na de Slag bij Loano, werd hij door generaal Schérer gepromoveerd tot brigadegeneraal.
Tijdens de Franse veldtocht in Italië in 1796 maakte hij grote indruk op de opperbevelhebber, generaal Napoleon Bonaparte, die hem tot divisiegeneraal promoveerde en hem herhaaldelijk uitkoos voor belangrijke opdrachten. Joubert speelde een sleutelrol in de Franse overwinning in de Slag bij Rivoli op 14-15 januari 1797. Hij had het bevel over de linkervleugel van het Franse leger tijdens de invasie van Oostenrijk later dat jaar en vocht met zo'n 15000 man door de bergen van Tirol, waarbij hij 10000 gevangenen nam.
Eind 1797 werd Joubert commandant van het Armée du Nord en gaf militaire steun aan de staatsgreep van de jakobijnen in de Bataafse Republiek op 22 januari 1798. Hierna keerde hij weer terug naar Italië en bezette Piëmont.
In juli 1799 huwde hij met een dochter van de diplomaat Charles-Louis Huguet de Sémonville, Félicité Françoise Zéphirine de Montholon (die na zijn dood met generaal Macdonald zou hertrouwen). Kort daarna werd hij teruggeroepen naar Italië en nam in juli het bevel over de Franse troepen in Italië over van Moreau, die was ontslagen na zijn kennis van Pichegrus royalistische complot te hebben verzwegen. Wel verzocht Joubert Moreau om in Italië te blijven en als zijn adviseur te dienen.
Niet lang daarna kwam het tot een veldslag met Oostenrijkse en Russische troepen onder commando van generaal Soevorov, de Slag bij Novi op 15 augustus 1799 nabij Novi Ligure in Noordwest-Italië. Kort na het begin van de veldslag werd Joubert geraakt door een kogel van een sluipschutter en sneuvelde op 30-jarige leeftijd.
Na de veldslag, die desastreus eindigde voor de Fransen, werd Jouberts lichaam naar Toulon gebracht. Een monument voor Joubert in Bourg-en-Bresse werd na de Restauratie vernietigd op bevel van koning Lodewijk XVIII. Later werd echter een tweede monument gebouwd in Jouberts geboorteplaats Pont de Vaux, waar hij ook begraven werd. Jouberts naam staat gegraveerd op de Arc de Triomphe in Parijs.
- Biblioteca Nacional de España: XX5629635
- Bibliothèque nationale de France: cb13513572m (data)
- Biografisch Portaal: 69356537
- Gemeinsame Normdatei: 122692497
- International Standard Name Identifier: 0000 0000 3317 6679
- Library of Congress Control Number: n2001043961
- Nationale Bibliotheek van Israël: 987007366212105171
- Nationale Bibliotheek van Polen: a0000003651060
- Nederlandse Thesaurus van Auteursnamen: 24000017X
- SNAC: w6nc7fk5
- Système universitaire de documentation: 050441566
- Virtual International Authority File: 32884982
- WorldCat: E39PBJgCFHKWhrHJxPkg69gFrq